# 伊東美華
伊東 美華（いとう みか、1981年7月23日 - ）は日本の元モデル・元女優。

## 概要
長崎県佐世保市出身。中学・高校時代はエースアタッカーとしてバレーボールに打ち込んだ。
高校卒業後は佐世保市内の芸能事務所ネオプロモーションに所属し、北川 美香・北川 ミカ（きたがわ みか）名義で地元九州地方でファッションやテレビCM、撮影会等のモデルとして活動した。なお、2年ほどのモデル時代は水着の仕事さえも経験がなかったという。
映画『禁断の事件簿 ストーカーを愛した女』（監督永岡久明・主演未向）に脇役で出演したことで女優転向を決意し、2003年9月15日に佐賀市歴史民俗館敷地で行われた「北川ミカ追い出し撮影会」を最後に地元での活動を終了。同年12月に女優転向を目指して上京し、知人に紹介された事務所トップオンエージェントに所属。この直後に行われた映画『完全なる飼育 赤い殺意』（若松孝二監督）の主演オーディションを受けることとなった。
オーディションでは最終候補約20人の中から絞り込まれた2人にまで勝ち残ったものの、結論は持ち越しとなった。翌日、マネージャーとともに若松監督の事務所を訪ねて直訴。度胸を試そうと考えた監督にその場での脱衣を要求されたところ躊躇うことなく即座に全裸になり、陰毛が長いことを理由に「その毛も全部剃るぞ」と畳み掛けられても「結構です」と即答した。このような過酷な要求を即座に承諾する心意気が評価され、その場でヒロイン役が決定したという。なお、この会話から劇中に佐野史郎による剃毛シーンが取り入れられた。
ロケ撮影は2004年3月に新潟県六日町（現・南魚沼市）で行われた。長年監禁されているという設定からすっぴんでの撮影であること、実際に佐野史郎により陰毛を剃られること、ヌードシーンでも前貼り無しが前提であったことは本人にとり「三重苦」であった。オーディション時には勢いで全裸になったものの実は肌を露出する仕事は初めてであったため、映画の撮影現場で初めて裸になる日には羞恥心から物陰で泣いたという。
2004年7月初頭にはインドネシア・バリ島に赴き、ファースト写真集（野村誠一撮影）・DVDの撮影に臨んだ。この頃には剃毛シーンの撮影から3ヵ月以上が経過していたこともあって陰毛も適度に生えそろい、写真集は立派なヘアヌードに仕上がっている。
完成した映画は2004年9月18日から新宿武蔵野館で封切られ、初日の舞台挨拶にも参加した。この当時、女優としての目標は野際陽子であると語っている。また、同月24日の写真集発売日には映画館内で発売記念サイン会を開催した。
その後も写真集等のプロモーションに参加するなど精力的に動いていたが、2005年3月末頃、所属事務所トップオンエージェントのサイトからプロフィールが消滅。5月には自身の制作による公式ホームページで「充電中」と表明したが、7月頃を最後に公の場での活動はなくなった。その後公式ホームページも閉鎖され、以後の消息は不明のままである。

## 出演

### CM
- 鷹島モンゴル村PR[2]
- 平戸観光PR[3]
- TAXグループ（マラソン編）[2]
- TSUTAYA[2]
- HONDA[2]
- 分譲マンション グランデュア城山[2]
- 嬉野和多屋別荘[2]
- JRAウインズ佐世保[3]

### バラエティ
- りえむら（2004年10月29日、関西テレビ）

### 映画
- 禁断の事件簿 ストーカーを愛した女（2004年4月10日、永岡久明監督）[9]
- 完全なる飼育 赤い殺意（2004年）

### イメージビデオ
- 伊東美華 Nature nude（2004年10月22日） - ヌードDVD

### ヘアヌード写真集
- 伊東美華写真集 ito mika（2004年9月24日、双葉社、ISBN 978-4575297379） - 野村誠一撮影